# Лэм, Пенистон, 1-й виконт Мельбурн
Пенистон Лэм, 1-й виконт Мельбурн (англ. Peniston Lamb, 1st Viscount Melbourne; 29 января 1745 — 22 июля 1828) — британский аристократ и политический деятель, виконт Мельбурн (1781–1828).

## Биография
Пенистон Лэм был сыном Мэттью Лэма, 1-й баронета и его супруги Шарлотты Кок, дочери Томас Кока.
Получил образование в Итонском колледже, а в 1769 году поступил в Линкольнс-Инн. За год до этого, в 1768 году унаследовал титул баронета после смерти отца. В том же году был избран в парламент, членом которого избирался и в последующие годы, в том числе и в 1784 и в 1790 годах.
В 1770 году был возведён в пэрство Ирландии в качестве лорда Мельбурна, барона Килмора.
В 1781 году ему был пожалован титул виконт Мельбурн из Килмора в пэрстве Ирландии.
С 1783 по 1796 год Пенистон был джентльменом опочивальни принца Уэльского, а в 1812 году получил должность лорда опочивальни, которую носил до самой смерти.
В 1815 году Пенистон получил титул барона Мельбурн из Мельбурна в графстве Дерби, в пэрстве Соединённого королевства.
Скончался 22 июля 1828 года в возрасте 83 лет.

## Семья
13 апреля 1769 года женился на Элизабет Лэм (урож. Милбэнк), единственной дочери сэра Ральфа Милбэнка, 5-го баронета. У супругов было 6 детей:
- Пенистон Лэм[англ.] (3 мая 1770 — 24 января 1805) — британский политик
- Близнецы N и N (род. и ум. 1788) — умерли после рождения;
- Уильям Лэм, 2-й виконт Мельбурн (15 марта 1779 — 24 ноября 1848) — 2-й виконт Мельбурн, премьер-министр Великобритании в 1834, 1835—1841 годах, был женат на леди Каролине Понсонби;
- Фредерик Лэм, 3-й виконт Мельбурн[англ.] (17 апреля 1782 — 29 января 1853) — 3-й виконт Мельбурн, дипломат, женат не был, детей не имел;
- Георг Лэм[англ.] (11 июля 1784 — 2 января 1834) — политик и писатель;
- Эмили Темпл, виконтесса Палмерстон (21 апреля 1787 — 11 октября 1869) — в первом браке супруга Питера Клаверинга-Каупера, 5-го графа Каупера, имели 5 детей; во втором браке была замужем за Генри Джонои Темпл Палмерстоном, супруги детей не имели;
- Гарриет (1789—1803)